# Helicopis madeirensis
Helicopis madeirensis är en fjärilsart som beskrevs av Le Moult 1939. Helicopis madeirensis ingår i släktet Helicopis och familjen Riodinidae. Inga underarter finns listade i Catalogue of Life.